# ماريا مونتي
ماريا مونتي (بالإيطالية: Maria Monti) هي مغنية مؤلفة وممثلة إيطالية، ولدت في 26 يونيو 1935 في إيطاليا.

## وصلات خارجية
- ماريا مونتي على موقع IMDb (الإنجليزية)
- ماريا مونتي على موقع ألو سيني (الفرنسية)
- ماريا مونتي على موقع ميوزك برينز (الإنجليزية)
- ماريا مونتي على موقع أول موفي (الإنجليزية)
- ماريا مونتي على موقع قاعدة بيانات الأفلام السويدية (السويدية)
- ماريا مونتي على موقع أول ميوزيك (الإنجليزية)
- ماريا مونتي على موقع ديسكوغز (الإنجليزية)
- ماريا مونتي على موقع قاعدة بيانات الفيلم (الإنجليزية)
- ماريا مونتي على موقع كينوبويسك (الروسية)